# جي بورد
جي بورد (بالإنجليزية: Gboard)‏ هو تطبيق لوحة مفاتيح افتراضية برمجتها شركة جوجل وتعمل على الأجهزة العاملة بنظامي أندرويد وأي أو أس.

## تاريخه
أطلق التطبيق أولًا على منصة أي أو أس في شهر مايو من عام 2016، ثم تلى ذلك إطلاقها على منصة أندرويد في ديسمبر من نفس العام.

## وصلات خارجية
- جي بورد على موقع Google Play (الإنجليزية)
- جي بورد على آي تيونز
- لوحة مفاتيح جوجل google